# ريان كونولي (مخرج)
ريان كونولي (بالإنجليزية: Ryan Connolly)‏ هو كاتب سيناريو ومخرج أمريكي، ولد في 25 فبراير 1982.

## وصلات خارجية
- ريان كونولي على موقع IMDb (الإنجليزية)
- ريان كونولي على موقع قاعدة بيانات الفيلم (الإنجليزية)